# Karin, córka Monsa
Karin, córka Monsa (tytuł oryginału: Kaarina Maununtytär) – powieść historyczna wydana w 1944 (w Polsce w 1966), autorstwa fińskiego pisarza Miki Waltariego.

## Tło historyczne
Akcja powieści rozgrywa się w XVI w. na tle zaciekłej rywalizacji o szwedzki tron pomiędzy Erykiem XIV a jego bratem Janem i prób ograniczenia wpływów możnowładztwa przez Eryka. Z punktu widzenia historii Polski ważny jest wątek małżeństwa księcia Jana z Katarzyną Jagiellonką, z którego to związku przyszedł na świat przyszły król Polski – Zygmunt III Waza.

## Najważniejsi bohaterowie
- Eryk XIV Waza – król Szwecji,
- Karin (Katarzyna Månsdotter) – córka Månsa (strażnika miejskiego), kochanka króla, potem jego żona.
- Książę Jan – brat Eryka i jego główny przeciwnik,
- Katarzyna Jagiellonka – żona Jana,
- Jöran Persson – kanclerz na dworze królewskim,
- Charles de Mornay – Francuz, najbardziej zaufany dworzanin Eryka.

## Treść
Powieść przedstawia losy tytułowej Karin, która z ubogiej dziewczyny, córki strażnika miejskiego, stała się żoną króla Szwecji Eryka XIV Wazy. Akcja zaczyna się w momencie koronacji Eryka, po śmierci jego ojca, Gustawa. Eryk, chcąc powetować sobie upokorzenia z czasów młodości, otacza się przepychem i prowadzi hulaszczy tryb życia. Jednak pewna zmiana zachodzi, gdy przypadkiem na miejskim targu spotyka Karin. Zauroczony dziewczyną postanawia oddać ją pod opiekę swemu przyjacielowi Gertowi Cantorowi, a następnie zabiera ją na swój dwór. Tam Karin pobiera nauki, a po pewnym czasie między nią a Erykiem zawiązuje się uczucie. Dziewczyna rodzi królowi córkę i syna i władca postanawia w końcu ją poślubić. Jednak ich szczęście nie trwa długo, bo wybucha rebelia spowodowana niezadowoleniem szlachty z ograniczania jej praw przez władcę, otwartym terrorem wobec przeciwników politycznych, ciągłymi wojnami i pogarszającym się zdrowiem psychicznym króla. Na tronie zasiada brat Eryka Jan, Eryk zostaje uwięziony i w końcu umiera, natomiast Karin, po odebraniu jej dzieci zostaje zesłana do Finlandii.